# Église Saint-Martin de Bazenville
L'église Saint-Martin est une église catholique située à Bazenville, en France.

## Localisation
L'église est située dans le département français du Calvados, sur la commune de Bazenville.

## Historique
L'édifice est classé au titre des monuments historiques en 1917 et inscrit en 2000.